# Вулиця Хрустальова (Севастополь)
Вулиця Хрустальова (крим. Hrustalöva soqaq) — вулиця в Ленінському районі Севастополя, бере початок від вулиці Гоголя, закінчується на площі 5-го кілометру.
Названа на честь Хрустальова Миколи Титовича, радянського льотчика, учасника оборони Севастополя.